# Leonhard Hutter

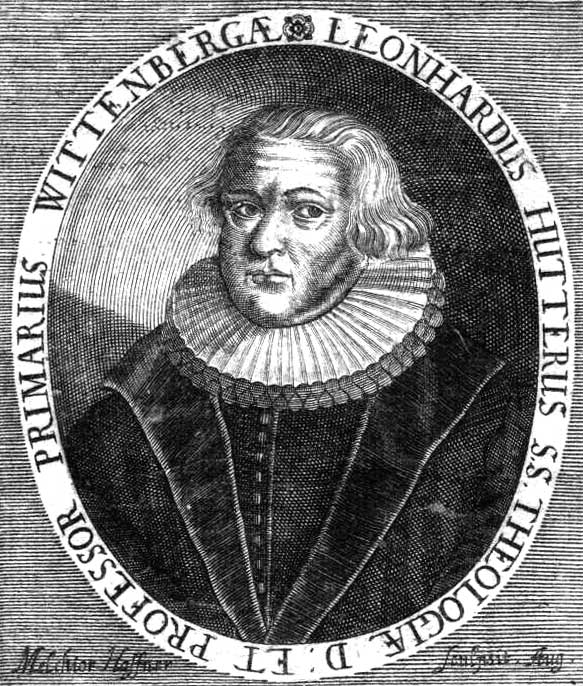
Leonhard Hutter

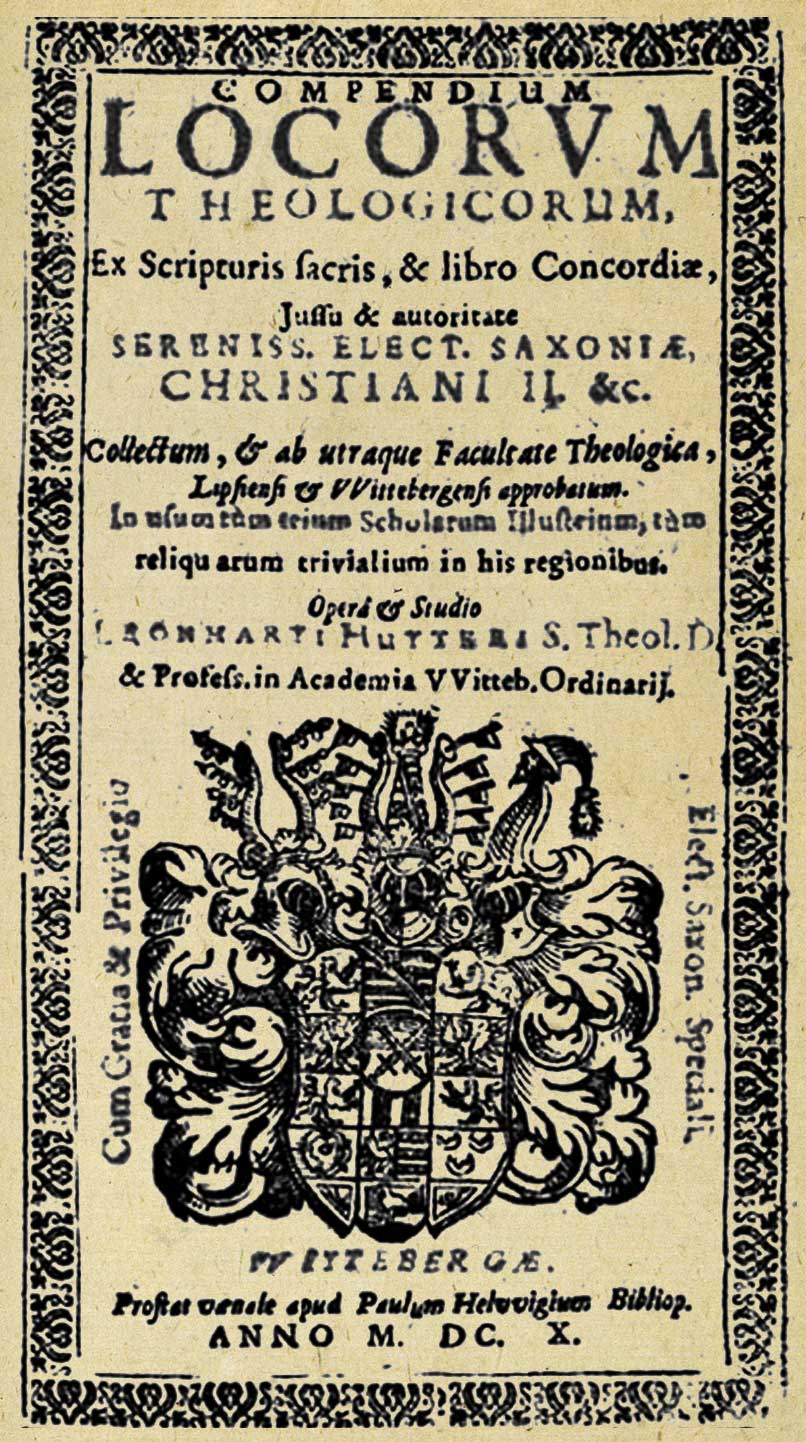
Compendium locorum theologicorum...

Leonhard Hutter (auch: Hütter, häufig latinisiert zu Hutterus; * Januar 1563 in Nellingen; † 23. Oktober 1616 in Wittenberg) war ein lutherischer Theologe.

## Leben
Geboren als Sohn des damaligen Pfarrers zu Nellingen Leonhard Hutter, der später in Ulm wirkte, und seiner Frau Anna Höflich, begann er seine Studien 1581 an der Universität Straßburg, wo er zehn Jahre studierte. Er setzte sein Studium an der Universität Leipzig, an der Universität Heidelberg und an der Universität Jena fort. 1583 erlangte er den akademischen Grad eines Magisters in Straßburg, unter dem Dekanat von Johannes Pappus und promovierte 1594 in Jena zum Doktor der Theologie.
Dort hielt er Privatvorlesungen und wurde 1596 als Professor der Theologie an die Universität Wittenberg berufen. Dort wurde er dreimal Rektor der Akademie. 1599 hatte er Barbara Manlich geheiratet, aus der 16-jährigen Ehe sind keine Kinder hervorgegangen. Er starb an den Folgen eines Schlaganfalls im Alter von 53 Jahren und wurde am 25. Oktober beigesetzt.
Sein Hauptwerk, das Compendium locorum theologicorum (etwa: Handbuch theologischer Grundbegriffe), war wegweisend für Generationen von Schülern und Theologiestudenten. Es beschrieb die konfessionell-lutherische Lehre des Konkordienbuches in systematischer, katechismusartiger Weise. 1609 wurde es durch fürstliche Verordnung zum Standard-Lehrbuch für die drei sächsischen Fürstenschulen in Naumburg, Meißen und Grimma.
Noch im 19. Jahrhundert war es so bekannt, dass Karl von Hase seinem Lehrbuch der Dogmatik den Titel Hutterus redivivus (der wieder zum Leben erweckte Hutter) gab.

## Werke
- Compendium locorum theologicorum ex scripturis sacris et libro concordiae: lateinisch – deutsch – englisch. Kritisch herausgegeben, kommentiert und mit einem Nachwort sowie einer Bibliographie sämtlicher Drucke des Compendium versehen von Johann Anselm Steiger.  Frommann-Holzboog, Stuttgart-Bad Cannstatt 2006, ISBN 978-3-7728-1872-1 (Doctrina et pietas: Abt. 2, Varia; Bd. 3).
- Loci communes theologici ex sacris literis diligenter eruti, Wittenberg 1619 (post mortem von der Wittenberger Fakultät herausgegeben)
- Laudatio Funebris Illustrissimi Celsissimique Principis ac Domini, Dn. Augusti, Saxoniae, Iuliae, Cliviae, Montium Ducis … Die 26. Decembris … Dresdae pie defuncti: anno 1615. Wittenberg 1616.